# Stéphanie Mugneret-Béghé
Stéphanie Mugneret-Béghé (* 22. März 1974 in Dijon) ist eine ehemalige französische Fußballspielerin, die seit Beendigung ihrer Karriere als Fußballtrainerin arbeitet.

## Spielerin

### Vereinskarriere
Die Mittelfeldspielerin begann in ihrer Jugend bei der US Villers-les-Pots mit dem Vereinsfußball; bei dem Verein aus der Nähe ihrer Geburtsstadt spielte sie 1991/92 schon in der ersten Frauschaft. Bereits in dieser Zeit wurde sie auch zur A-Nationalspielerin. 1992 wechselte sie zum FC Lyon, mit dem sie ein Jahr später ihren ersten Titel, die französische Meisterschaft, gewann. Ab 1994 trug Stéphanie Mugneret-Béghé die Farben des Juvisy FCF, eines reinen Frauenvereins, bei dem sie ihrem Palmarès drei weitere französische Meistertitel hinzufügen konnte. Im Lauf des Jahres 2003 holten sie die Boston Breakers in die US-amerikanische Profiliga, die am Ende dieser Spielzeit aus finanziellen Gründen den Betrieb einstellen musste. In der Saison 2004/05 war Mugneret-Béghé nochmals für Juvisy in der Division 1 aktiv und gewann mit dem FCF den französischen Pokalwettbewerb. Anschließend beendete sie ihre Spielerinnenkarriere.

### Nationalelf
Stéphanie Mugneret-Béghé hat zwischen April 1992 (6:1-Sieg gegen die ivorischen Frauen) und Juni 2005 (0:3 gegen Deutschland) in 115 offiziellen Partien den blauen Dress der französischen A-Nationalelf getragen und dabei auch 14 Treffer erzielt. Mit den Bleues nahm sie an einer Welt- (2003, drei Einsätze) und drei Europameisterschaftsendrunden (1997, 2001, 2005, zusammen zehn Einsätze) teil. Ihr 100. Länderspiel bestritt sie im März 2004 im gegen Italien nach Elfmeterschießen gewonnenen Spiel um Rang drei des Algarve-Cups.

## Trainerin
Nach Beendigung ihrer Spielerinnenlaufbahn trainierte sie bis 2008 das Frauenteam der AS Bon Conseil, eines Vereins aus dem 7. Pariser Arrondissement. Seither trainiert sie die Liga-Elf der École Sportive du 16ème im 16. Arrondissement. Als sie dort begann, gab es im Verein zwölf junge Spielerinnen, Anfang 2015 waren es 180; für einen Aufstieg in die zweite Division musste der Amateurklub allerdings zum ersten Mal in seiner Geschichte in die Frauenabteilung investieren. Inzwischen erwarb Stéphanie Mugneret-Béghé die Trainerdiplome für den Jugend- wie für den Erwachsenenbereich. In der Saison 2015/16 führte sie das Drittliga-Frauenteam erstmals in die Hauptrunde des Landespokalwettbewerbs.

## Erfolge
- Französische Meisterin: 1993, 1996, 1997, 2003
- Französische Pokalsiegerin: 2005